# 2016-os Formula–1 európai nagydíj
Az európai nagydíj volt a 2016-os Formula–1 világbajnokság nyolcadik futama, amelyet 2016. június 17. és június 19. között rendeztek meg a bakui Baku City Circuit-on. Ez volt az első európai nagydíj, amelyet Azerbajdzsánban rendeztek meg. A verseny 51 körös volt.

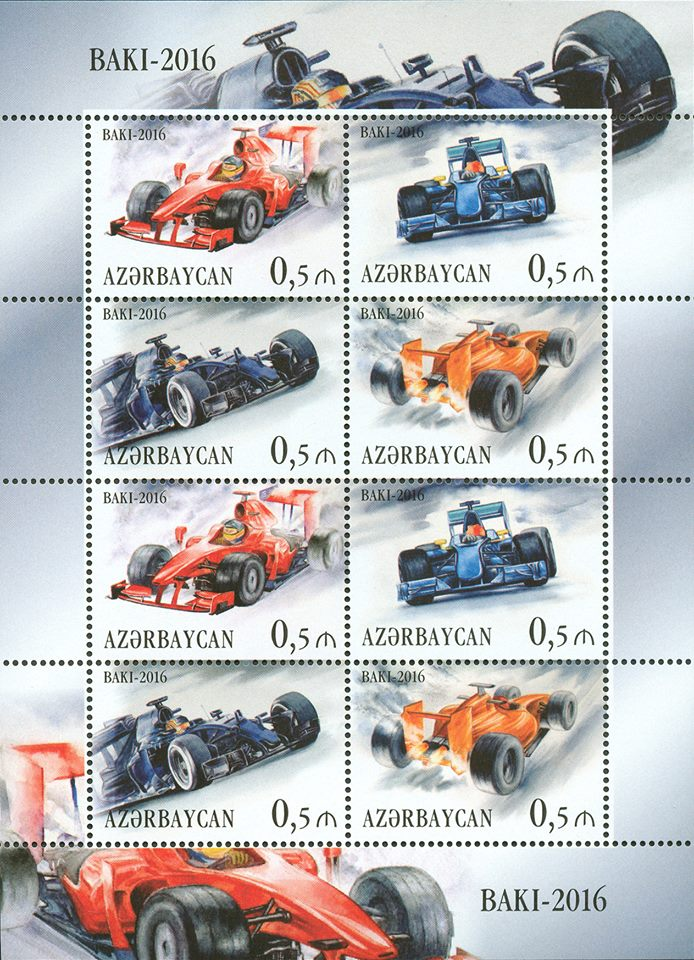
A futamra kiadott bélyegek

## Szabadedzések

### Első szabadedzés
Az európai nagydíj első szabadedzését június 17-én, pénteken délelőtt tartották.
| helyezés | versenyző         | csapat/motor         | elért idő | különbség | futott kör |
| -------- | ----------------- | -------------------- | --------- | --------- | ---------- |
| 1        | Lewis Hamilton    | Mercedes             | 1:46,435  | −         | 23         |
| 2        | Nico Rosberg      | Mercedes             | 1:46,812  | +0,377    | 32         |
| 3        | Valtteri Bottas   | Williams-Mercedes    | 1:47,096  | +0,661    | 34         |
| 4        | Fernando Alonso   | McLaren-Honda        | 1:47,989  | +1,554    | 21         |
| 5        | Sebastian Vettel  | Ferrari              | 1:48,627  | +2,192    | 26         |
| 6        | Sergio Pérez      | Force India-Mercedes | 1:48,922  | +2,487    | 17         |
| 7        | Jenson Button     | McLaren-Honda        | 1:49,019  | +2,584    | 21         |
| 8        | Felipe Massa      | Williams-Mercedes    | 1:49,125  | +2,690    | 22         |
| 9        | Carlos Sainz Jr.  | Toro Rosso-Ferrari   | 1:49,267  | +2,832    | 16         |
| 10       | Nico Hülkenberg   | Force India-Mercedes | 1:49,301  | +2,866    | 27         |
| 11       | Romain Grosjean   | Haas-Ferrari         | 1:49,611  | +3,176    | 20         |
| 12       | Kimi Räikkönen    | Ferrari              | 1:49,635  | +3,200    | 16         |
| 13       | Daniel Ricciardo  | Red Bull-TAG Heuer   | 1:49,778  | +3,343    | 17         |
| 14       | Esteban Gutiérrez | Haas-Ferrari         | 1:50,167  | +3,732    | 25         |
| 15       | Marcus Ericsson   | Sauber-Ferrari       | 1:50,473  | +4,038    | 18         |
| 16       | Max Verstappen    | Red Bull-TAG Heuer   | 1:50,485  | +4,050    | 7          |
| 17       | Danyiil Kvjat     | Toro Rosso-Ferrari   | 1:50,551  | +4,116    | 19         |
| 18       | Jolyon Palmer     | Renault              | 1:50,910  | +4,475    | 25         |
| 19       | Kevin Magnussen   | Renault              | 1:50,939  | +4,504    | 27         |
| 20       | Pascal Wehrlein   | Manor-Mercedes       | 1:51,219  | +4,784    | 24         |
| 21       | Felipe Nasr       | Sauber-Ferrari       | 1:51,771  | +5,336    | 11         |
| 22       | Rio Haryanto      | Manor-Mercedes       | 1:51,925  | +5,490    | 28         |

### Második szabadedzés
Az európai nagydíj második szabadedzését június 17-én, pénteken délután tartották.
| helyezés | versenyző         | csapat/motor         | elért idő | különbség | futott kör |
| -------- | ----------------- | -------------------- | --------- | --------- | ---------- |
| 1        | Lewis Hamilton    | Mercedes             | 1:44,223  | −         | 33         |
| 2        | Nico Rosberg      | Mercedes             | 1:44,913  | +0,690    | 26         |
| 3        | Sergio Pérez      | Force India-Mercedes | 1:45,336  | +1,113    | 37         |
| 4        | Valtteri Bottas   | Williams-Mercedes    | 1:45,764  | +1,541    | 35         |
| 5        | Nico Hülkenberg   | Force India-Mercedes | 1:45,920  | +1,697    | 37         |
| 6        | Carlos Sainz Jr.  | Toro Rosso-Ferrari   | 1:46,027  | +1,804    | 35         |
| 7        | Max Verstappen    | Red Bull-TAG Heuer   | 1:46,068  | +1,845    | 35         |
| 8        | Sebastian Vettel  | Ferrari              | 1:46,219  | +1,996    | 36         |
| 9        | Jenson Button     | McLaren-Honda        | 1:46,234  | +2,011    | 32         |
| 10       | Daniel Ricciardo  | Red Bull-TAG Heuer   | 1:46,293  | +2,070    | 32         |
| 11       | Fernando Alonso   | McLaren-Honda        | 1:46,498  | +2,275    | 27         |
| 12       | Romain Grosjean   | Haas-Ferrari         | 1:46,681  | +2,458    | 29         |
| 13       | Kimi Räikkönen    | Ferrari              | 1:46,694  | +2,471    | 32         |
| 14       | Danyiil Kvjat     | Toro Rosso-Ferrari   | 1:46,744  | +2,521    | 35         |
| 15       | Esteban Gutiérrez | Haas-Ferrari         | 1:46,830  | +2,607    | 26         |
| 16       | Felipe Massa      | Williams-Mercedes    | 1:47,060  | +2,837    | 28         |
| 17       | Kevin Magnussen   | Renault              | 1:47,329  | +3,106    | 38         |
| 18       | Rio Haryanto      | Manor-Mercedes       | 1:47,487  | +3,264    | 33         |
| 19       | Marcus Ericsson   | Sauber-Ferrari       | 1:47,772  | +3,549    | 22         |
| 20       | Jolyon Palmer     | Renault              | 1:47,794  | +3,571    | 35         |
| 21       | Pascal Wehrlein   | Manor-Mercedes       | 1:48,018  | +3,795    | 36         |
| 22       | Felipe Nasr       | Sauber-Ferrari       | 1:48,081  | +3,858    | 38         |

### Harmadik szabadedzés
Az európai nagydíj harmadik szabadedzését június 18-án, szombaton délelőtt tartották.
| helyezés | versenyző         | csapat/motor         | elért idő  | különbség | futott kör |
| -------- | ----------------- | -------------------- | ---------- | --------- | ---------- |
| 1        | Lewis Hamilton    | Mercedes             | 1:44,352   | −         | 17         |
| 2        | Nico Rosberg      | Mercedes             | 1:44,610   | +0,258    | 22         |
| 3        | Nico Hülkenberg   | Force India-Mercedes | 1:45,540   | +1,188    | 18         |
| 4        | Daniel Ricciardo  | Red Bull-TAG Heuer   | 1:45,620   | +1,268    | 13         |
| 5        | Sebastian Vettel  | Ferrari              | 1:45,630   | +1,278    | 20         |
| 6        | Sergio Pérez      | Force India-Mercedes | 1:45,735   | +1,383    | 17         |
| 7        | Max Verstappen    | Red Bull-TAG Heuer   | 1:45,901   | +1,549    | 14         |
| 8        | Jenson Button     | McLaren-Honda        | 1:45,954   | +1,602    | 17         |
| 9        | Danyiil Kvjat     | Toro Rosso-Ferrari   | 1:45,981   | +1,629    | 19         |
| 10       | Kimi Räikkönen    | Ferrari              | 1:46,024   | +1,672    | 16         |
| 11       | Fernando Alonso   | McLaren-Honda        | 1:46,131   | +1,779    | 16         |
| 12       | Carlos Sainz Jr.  | Toro Rosso-Ferrari   | 1:46,190   | +1,838    | 17         |
| 13       | Romain Grosjean   | Haas-Ferrari         | 1:46,361   | +2,009    | 21         |
| 14       | Felipe Massa      | Williams-Mercedes    | 1:46,510   | +2,158    | 20         |
| 15       | Esteban Gutiérrez | Haas-Ferrari         | 1:46,670   | +2,318    | 21         |
| 16       | Kevin Magnussen   | Renault              | 1:47,024   | +2,672    | 16         |
| 17       | Pascal Wehrlein   | Manor-Mercedes       | 1:47,100   | +2,748    | 19         |
| 18       | Jolyon Palmer     | Renault              | 1:47,158   | +2,806    | 18         |
| 19       | Marcus Ericsson   | Sauber-Ferrari       | 1:47,328   | +2,976    | 14         |
| 20       | Felipe Nasr       | Sauber-Ferrari       | 1:47,379   | +3,027    | 18         |
| 21       | Rio Haryanto      | Manor-Mercedes       | 1:47,556   | +3,204    | 18         |
| 22       | Valtteri Bottas   | Williams-Mercedes    | idő nélkül | –         | 1          |

## Időmérő edzés
Az európai nagydíj időmérő edzését június 18-án, szombaton futották.
| helyezés              | rajtszám | versenyző         | csapat/motor         | 1. rész  | 2. rész  | 3. rész  | rajthely   | futott kör |
| --------------------- | -------- | ----------------- | -------------------- | -------- | -------- | -------- | ---------- | ---------- |
| 1                     | 6        | Nico Rosberg      | Mercedes             | 1:43,685 | 1:42,520 | 1:42,758 | 1          | 16         |
| 2                     | 11       | Sergio Pérez      | Force India-Mercedes | 1:44,462 | 1:43,939 | 1:43,515 | 7[1]       | 20         |
| 3                     | 3        | Daniel Ricciardo  | Red Bull-TAG Heuer   | 1:44,570 | 1:44,141 | 1:43,966 | 2          | 20         |
| 4                     | 5        | Sebastian Vettel  | Ferrari              | 1:45,062 | 1:44,461 | 1:43,966 | 3          | 19         |
| 5                     | 7        | Kimi Räikkönen    | Ferrari              | 1:44,936 | 1:44,533 | 1:44,269 | 4          | 19         |
| 6                     | 19       | Felipe Massa      | Williams-Mercedes    | 1:45,494 | 1:44,696 | 1:44,483 | 5          | 15         |
| 7                     | 26       | Danyiil Kvjat     | Toro Rosso-Ferrari   | 1:44,694 | 1:44,687 | 1:44,717 | 6          | 25         |
| 8                     | 77       | Valtteri Bottas   | Williams-Mercedes    | 1:44,706 | 1:44,477 | 1:45,246 | 8          | 18         |
| 9                     | 33       | Max Verstappen    | Red Bull-TAG Heuer   | 1:44,939 | 1:44,387 | 1:45,570 | 9          | 20         |
| 10                    | 44       | Lewis Hamilton    | Mercedes             | 1:44,259 | 1:43,526 | 2:01,954 | 10         | 17         |
| 11                    | 8        | Romain Grosjean   | Haas-Ferrari         | 1:45,507 | 1:44,755 |          | 11         | 15         |
| 12                    | 27       | Nico Hülkenberg   | Force India-Mercedes | 1:44,860 | 1:44,824 |          | 12         | 14         |
| 13                    | 55       | Carlos Sainz Jr.  | Toro Rosso-Ferrari   | 1:44,827 | 1:45,000 |          | 18[2]      | 17         |
| 14                    | 14       | Fernando Alonso   | McLaren-Honda        | 1:45,525 | 1:45,270 |          | 13         | 15         |
| 15                    | 21       | Esteban Gutiérrez | Haas-Ferrari         | 1:45,300 | 1:45,349 |          | 14         | 16         |
| 16                    | 12       | Felipe Nasr       | Sauber-Ferrari       | 1:45,549 | 1:46,048 |          | 15         | 13         |
| 17                    | 88       | Rio Haryanto      | Manor-Mercedes       | 1:45,665 |          |          | 16         | 8          |
| 18                    | 94       | Pascal Wehrlein   | Manor-Mercedes       | 1:45,750 |          |          | 17         | 9          |
| 19                    | 22       | Jenson Button     | McLaren-Honda        | 1:45,804 |          |          | 19         | 7          |
| 20                    | 9        | Marcus Ericsson   | Sauber-Ferrari       | 1:46,231 |          |          | 20         | 10         |
| 21                    | 20       | Kevin Magnussen   | Renault              | 1:46,348 |          |          | boxutca[3] | 9          |
| 22                    | 30       | Jolyon Palmer     | Renault              | 1:46,394 |          |          | 21         | 9          |
| 107%-os idő: 1:50,942 |          |                   |                      |          |          |          |            |            |

Megjegyzés:
- ↑ 1:  — Sergio Pérez balesetet szenvedett a harmadik szabadedzés legvégén, ezért autójában sebességváltót kellett cserélni, így öt rajthelyes büntetést kapott.[2]
- ↑ 2:  — Carlos Sainz Jr. autójában sebességváltót kellett cserélni az időmérő edzést követően, ezért öt rajthelyes büntetést kapott.[3]
- ↑ 3:  — Kevin Magnussen autójában sebességváltót kellett cserélni, valamint a felfüggesztést is módosították, ezzel megszegve a Parc Fermé szabályzatot, így a boxutcából kellett rajtolnia.[3]

## Futam
Az európai nagydíj futama június 19-én, vasárnap rajtolt.
| helyezés | rajtszám | versenyző         | csapat/motor         | futott kör | idő/kiesés oka | rajthely | pont |
| -------- | -------- | ----------------- | -------------------- | ---------- | -------------- | -------- | ---- |
| 1        | 6        | Nico Rosberg      | Mercedes             | 51         | 1:32:52,366    | 1        | 25   |
| 2        | 5        | Sebastian Vettel  | Ferrari              | 51         | +16,696        | 3        | 18   |
| 3        | 11       | Sergio Pérez      | Force India-Mercedes | 51         | +25,241        | 7        | 15   |
| 4        | 7        | Kimi Räikkönen    | Ferrari              | 51         | +33,102        | 4        | 12   |
| 5        | 44       | Lewis Hamilton    | Mercedes             | 51         | +56,335        | 10       | 10   |
| 6        | 77       | Valtteri Bottas   | Williams-Mercedes    | 51         | +1:00,886      | 8        | 8    |
| 7        | 3        | Daniel Ricciardo  | Red Bull-TAG Heuer   | 51         | +1:09,229      | 2        | 6    |
| 8        | 33       | Max Verstappen    | Red Bull-TAG Heuer   | 51         | +1:10,696      | 9        | 4    |
| 9        | 27       | Nico Hülkenberg   | Force India-Mercedes | 51         | +1:17,708      | 12       | 2    |
| 10       | 19       | Felipe Massa      | Williams-Mercedes    | 51         | +1:25,375      | 5        | 1    |
| 11       | 22       | Jenson Button     | McLaren-Honda        | 51         | +1:44,817      | 19       |      |
| 12       | 12       | Felipe Nasr       | Sauber-Ferrari       | 50         | +1 kör         | 15       |      |
| 13       | 8        | Romain Grosjean   | Haas-Ferrari         | 50         | +1 kör         | 11       |      |
| 14       | 20       | Kevin Magnussen   | Renault              | 50         | +1 kör         | boxutca  |      |
| 15       | 30       | Jolyon Palmer     | Renault              | 50         | +1 kör         | 21       |      |
| 16       | 21       | Esteban Gutiérrez | Haas-Ferrari         | 50         | +1 kör         | 14       |      |
| 17       | 9        | Marcus Ericsson   | Sauber-Ferrari       | 50         | +1 kör         | 20       |      |
| 18       | 88       | Rio Haryanto      | Manor-Mercedes       | 49         | +2 kör         | 16       |      |
| ki       | 14       | Fernando Alonso   | McLaren-Honda        | 42         | sebességváltó  | 13       |      |
| ki       | 94       | Pascal Wehrlein   | Manor-Mercedes       | 39         | fékek          | 17       |      |
| ki       | 55       | Carlos Sainz Jr.  | Toro Rosso-Ferrari   | 31         | felfüggesztés  | 18       |      |
| ki       | 26       | Danyiil Kvjat     | Toro Rosso-Ferrari   | 6          | felfüggesztés  | 6        |      |

## A világbajnokság állása a verseny után
| H   | Versenyzők       | Pont | H   | Konstruktőrök        | Pont |
| --- | ---------------- | ---- | --- | -------------------- | ---- |
| 1.  | Nico Rosberg     | 141  | 1.  | Mercedes             | 258  |
| 2.  | Lewis Hamilton   | 117  | 2.  | Ferrari              | 177  |
| 3.  | Sebastian Vettel | 96   | 3.  | Red Bull-TAG Heuer   | 140  |
| 4.  | Kimi Räikkönen   | 81   | 4.  | Williams-Mercedes    | 90   |
| 5.  | Daniel Ricciardo | 78   | 5.  | Force India-Mercedes | 59   |
| 6.  | Max Verstappen   | 54   | 6.  | Toro Rosso-Ferrari   | 32   |
| 7.  | Valtteri Bottas  | 52   | 7.  | McLaren-Honda        | 24   |
| 8.  | Sergio Pérez     | 39   | 8.  | Haas-Ferrari         | 22   |
| 9.  | Felipe Massa     | 38   | 9.  | Renault              | 6    |
| 10. | Danyiil Kvjat    | 22   | 10. | Sauber-Ferrari       | 0    |

(A teljes táblázat)

## Statisztikák
- Vezető helyen:
  - Nico Rosberg: 51 kör (1-51)
- Nico Rosberg 19. győzelme, 25. pole-pozíciója és 18. leggyorsabb köre, ezzel harmadik mesterhármasa és második Grand Cheleme.
- A Mercedes 52. győzelme.
- Nico Rosberg 46., Sebastian Vettel 84., Sergio Pérez 7. dobogós helyezése.
- Az első Bakuban, Azerbajdzsánban rendezett Formula–1 európai nagydíj.